# Bildschaffende Methode
Bildschaffende Methoden sind experimentelle Verfahren in der Anthroposophie, mit denen versucht wird, Eigenschaften und Kräftezusammenhänge von Untersuchungsobjekten qualitativ zu beschreiben. Die dabei entstehenden Fließ- und Kristallisationsformen sollen je nach Zusammensetzung von Wasser, organischen Materialien, Pflanzensäften oder Blut in charakteristischer Ausprägung variieren. In anthroposophischen Kreisen wird die Ansicht vertreten, dass die Inhaltsstoffanalyse von Lebensmitteln die Qualität nur teilweise erfasse; die sogenannte „Vitalqualität“, „Lebenskraft“ oder „innere Qualität“ von Lebensmitteln sei dagegen durch bildschaffende Verfahren beurteilbar.
Einige bildschaffende Methoden werden mittels verschiedener Techniken angewandt:
1. Die kapillardynamische Steigbildmethode nach Lili Kolisko, die qualitative Aussagen zu Lebensmitteln oder die Qualität von Pflanzen treffen soll. Hierbei wird ein wässriger Extrakt der Untersuchungsprobe in einem Chromatographiepapier durch den Kapillareffekt zum Steigen gebracht. Nach weiteren Schritten und dem Trocknungsvorgang werden die sich auf dem Chromatogramm sichtbaren Muster interpretiert.
2. bei der Kupferchloridkristallisation nach Ehrenfried Pfeiffer wird einem wässrigen Extrakt der jeweiligen Probe Kupferchloridlösung zugegeben und unter kontrollierten Bedingungen zum Kristallisieren gebracht. Das entstandene „Kristallbild“ wird anhand morphologischen Kriterien verglichen und interpretiert.
3. das Rundfilterchromatogramm nach Ehrenfried Pfeiffer, bei der die sogenannte Vitalqualität oder „Lebenskraft“ von Lebensmitteln, Kompost- und Bodenproben durch ein Rundfilterchromatogramms anhand bestimmter morphologischer Kriterien und Vergleichsbildern ausgewertet wird. Es ist eine Modifikation der Steigbildmethode.
4. die Tropfbildmethode nach Theodor Schwenk. Hierbei wird in regelmäßigen Abständen unter bestimmten Laborbedingungen destilliertes Wassers in eine Wasserprobe getropft. Die dabei entstehenden Strömungsformen werden photographiert und ausgewertet.

Das Prinzip dieser Untersuchungsverfahren besteht darin, eine Probe einem System zuzusetzen, in dem aufgrund einer dem System eigenen Instabilität (non-equilibrium system) ein formbildender (strukturbildender) Vorgang stattfindet. Die so entstandenen Strukturen werden nach morphologischen Kriterien ausgewertet (bei der Kupferchloridkristallisation beispielsweise Art, Anzahl und Ordnung der Verzweigungen) und im Hinblick auf den Untersuchungsgegenstand beurteilt.
Die bildschaffenden Methoden sind nicht validiert und wissenschaftlich nicht anerkannt. Pia Lamberty ordnet sie den Pseudowissenschaften zu. Sie dienen in der sogenannten anthroposophischen Medizin teilweise zur Diagnostik von Krankheiten, obwohl damit keine sichere medizinische Diagnose möglich ist. Es ist nicht gezeigt, dass diese Methoden zur Bestimmung des ernährungsphysiologischen und diätetischen Wertes eines Nahrungsmittels geeignet sind.
Die bildschaffenden Methoden sind nicht mit den bildgebenden Verfahren der Medizin zu verwechseln.